# Liste der Adelsgeschlechter namens Hartz
Dies ist eine unvollständige Liste von Adelsgeschlechtern und Nobilitierungen mit Namen Har(t)z, auch Harcze oder Hartze(n). Da historisch häufig mehrere Schreibweisen in den Familien vorkommen, ist eine diesbezügliche strikte Trennung nur eingeschränkt möglich. Zu unterscheiden sind die in der Harzregion, in Anhalt und im Fürstentum Braunschweig-Lüneburg erwähnten Stämme mit einem mittelalterlichen mansfeldischen Ministerialen- und Burgmannen-Adelsgeschlecht als Vorfahren, sowie zum anderen einige erst im 19. Jahrhundert nobilitierte Namensträger in anderen Regionen, die untereinander wohl nicht stammesverwandt sind.

## Hartz anhaltischen Ursprungs
Linie aus dem Harzgebiet

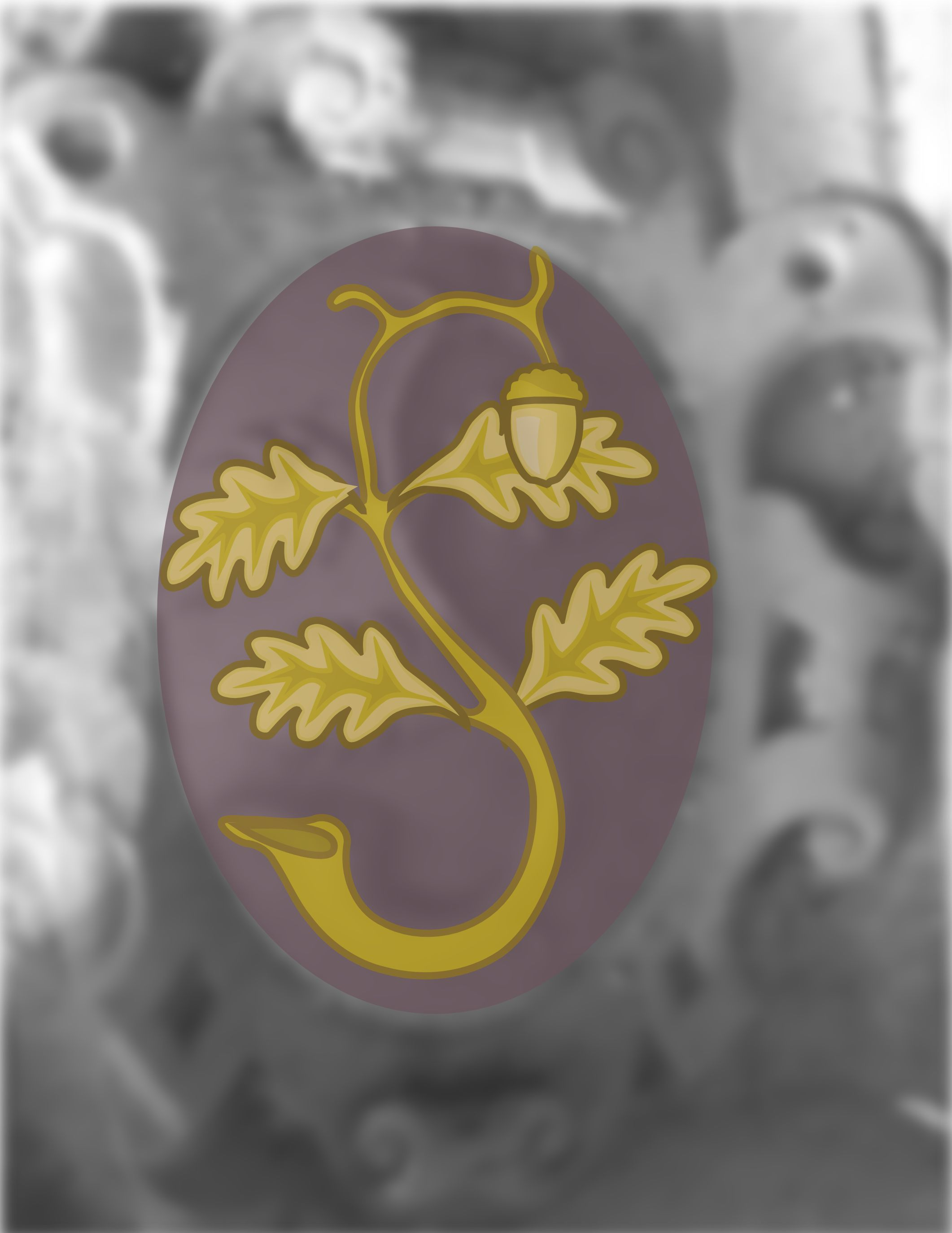
Wappen Elisabeth von Hartze (rekonstruiert nach Wappenstein um 1500)

Von diesem auch vam Harcze, von Hartz, vom Hartze, von Hartzen oder von Hartzkerode genannten alten Ministerialen- und Burgmannen-Geschlecht wird ein Dietrich von Hartz 1267 in einer Urkunde des Grafen Berthold von Rabensberg als Zeuge erwähnt und war vermutlich Vorfahr der folgenden Stammlinie (Filiation nicht restlos geklärt):
- Busse von Hartzkerode, 1354 vom Fürsten Bernhard III. von Anhalt belehnt
  - (?) Hartung vom Hartze, erwähnt 1398
  - Dietrich von Hartzkerode (Theodericus de Hartze), Lehnsmann der Edlen Ludevicus und Albertus von Hackeborn zu Beyernaumburg 1374[2]
    - Busso von Hartze († ca. 1399/1400), 1380 Besitzer des festen Hauses in der St.-Veitsgasse (Schieferhaus)[3] zu Wippra, 1383 Burgmann auf der Rammelburg; ⚭ N.N (auch Mutter des 1429 erwähnten[4] Hans Röder d. J., sie war wohl in anderer Ehe mit dem Ritter Hans Röder sen. († vor 1429) verheiratet gewesen)
      - Dietrich vom Hartze (* Rammelburg; † nach 1445), 1405–24 Ratsherr in Aschersleben, 1429 in Harzgerode mitbelehnt mit seinem Halbbruder
      - Busso von Hartze (* vor 1402, † nach 1461 in Aschersleben), ⚭ Ursula (lebt 1461); Er war seit 1422 Ratsherr in Aschersleben, 1427 Gesandter der Stadt in Halle und Magdeburg, 1436 Stadthauptmann, 1428 bis 1452 mehrmals Consul (Bürgermeister); 1458 vom Bischof von Halberstadt belehnt
        - Elisabeth von Hartze († 1483–91 in Aschersleben); ⚭ ebd. um 1453[5] Marcus Müller, Schultheiß und Bürgermeister ebd.[6]
        - (?) Busso vom Hartze, 1472 und 1477 Ratsherr und 1480 Bürgermeister (Consul) in Aschersleben

Diese Linie wurde mehrfach belehnt, etwa im 15. Jahrhundert mit anhaltischen Lehngütern in Sandersleben und Osmarsleben. Ungefähr gleichzeitig, um 1467, erfolgte für Güter in Harzgerode und Hoym Belehnung zur gesammten Hand mit der Familie von Röder. Die Besitzgemeinschaft bestand wohl noch 1510, als Balthasar vom Hartze und Hans Röder Äcker, Weiden und Hölzer, verkauften. Zudem stellte die Familie von Hartze vom 14. bis ins 16. Jahrhundert Ratsherren und Bürgermeister in Aschersleben.
Das Wappen dieser Linie zeigt um 1455 einen hochrankenden Zweig mit zwei Eichenblättern auf jeder Seite, wobei die Eichel an der Triebspitze über das rechte obere Blatt geneigt ist. Auf einem bewulsteten Spangenhelm mit Decken erwächst dasselbe Motiv als Helmzier.

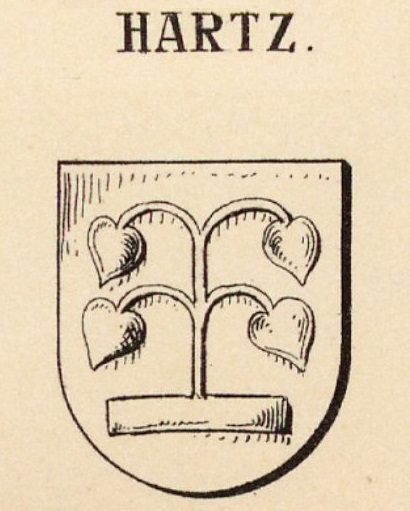
Wappen von Hartz, 1560

Linie im Halberstädtischen und in Anhalt
Von dieser, mit der vorgenannten wohl stammesverwandten Linie werden ein Hartung von Hartze um 1398, ein Andreas genannt Temme von Hartze um 1560 im Mansfeldischen und Stolbergischen genannt. Möglicherweise ist diese Familie mit den nachstehend dargelegten Schwarzburger Vasallen identisch. Ein Bruno von Hartz ist ferner um 1576 als Bürger der Stadt Coswig erwähnt.
Das Wappen dieser Linie nach einem Siegel von 1560 zeigt einen querliegenden Ast, aus dem ein Stängel mit 2 rechts- und linkshin herabhängenden Zweigen mit je einem Lindenblatt hervorgeht. Über eine etwaige Tingierung ist wohl keine Überlieferung bekannt.
Linie Schwarzburger Vasallen

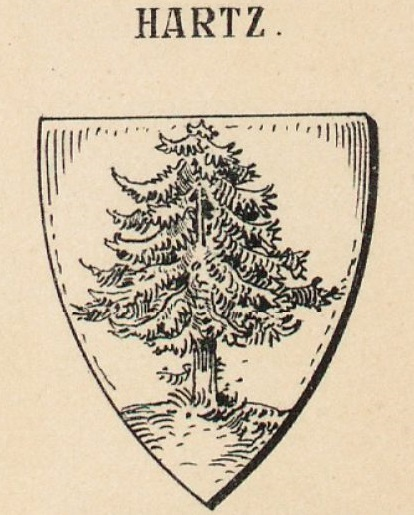
Busso von Hartz, 1461

Diese mit den vorgenannten wahrscheinlich nah verwandte oder identische Linie gehörte 1468 zu den Vasallen der Grafen von Schwarzburg und wurde von diesen, gemeinsam mit den Grafen zu Stolberg, mit einem Rittersitz bei Harzgerode auf deren nördlichen territorialen Exklaven belehnt, und zwar gleichzeitig mit der Familie von Röder. Dabei wurden die Gebrüder Balthasar, Busso und Melchior von Hartz erwähnt.
Das vermeintliche Wappen des besagten Busso 1461, zeigte, nach einer umstrittenen Quelle 1865, eine auf einem Hügel stehende Tanne. Hingegen führte der bereits erwähnte Andreas vom Hartze, sonst Temme genannt, der ebenfalls von den Grafen zu Stolberg belehnt wurde, um 1560  ein Siegel, das weitgehend dem oben erwähnten Muster glich: im Schild eine senkrecht stehende Pflanze mit links 2, rechts 3 herabhängenden (Linden-)Blättern. Der Namensteil Temme lässt sich in den folgenden Jahrhunderten als Familienname regional im Bürgertum der Stadt Aschersleben, ebenso wie in Rhoden am Fallstein häufig nachweisen.

## Hartz aus dem Herzogtum Braunschweig-Lüneburg

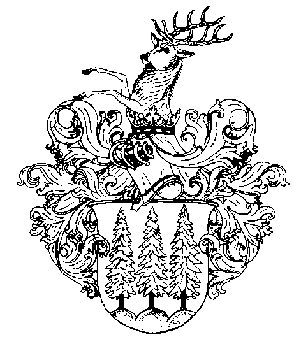
Waldeyer-Hartz, 1917

Die Ahnen dieser Familie, die über mehrere Generationen als Lehrer tätig waren, könnten, geographisch betrachtet, stammesverwandt mit den geschilderten anhaltischen Linien sein, sind jedoch auch, ohne bekanntes Wappen, unter dem Namen Hertze überliefert. 1917 wurde Wilhelm von Waldeyer-Hartz unter Wahrung des mütterlichen Namensteils von Hartz in den erblichen Adelsstand erhoben. Bekannte Namensträger ab dem 18. Jahrhundert waren unter anderen:
- (?) L. von Hartz, um 1817 Träger des dänischen Dannebrogordens[16]
- Wilhelm Gabriel von Hartz (1775–1853), Kantor[17] und Schullehrer in Hehlen; ⚭ zu Braunschweig Karoline Cassel, sieben Töchter, ein Sohn[18], mit dem diese Stammlinie in direkter männlicher Abfolge wohl zum Erlöschen kam.
  - Wilhelmine von Hartz; ⚭ 1835 Johann Gottfried Waldeyer, Oberverwalter eines Gutes der Grafen von der Schulenburg-Hehlen
    - Heinrich Wilhelm Gottfried von Waldeyer-Hartz (1836–1921), Anatom (prägte den Begriff Neuron) und Obermedizinalrat, 1879 Mitglied der Leopoldina, 1917 geadelt
      - Hugo von Waldeyer-Hartz (1876–1942), Marineoffizier und Schriftsteller
- Johann Heinrich von Hartz (1785–1845) aus Nienburg; ⚭ März 1813 Anne Catherine Brandes, zwei Töchter
- (?) Johann Heinrich Gottlieb von Hartz, Färber in Oldesloe[19]
  - Emil August Johann von Hartz (* 1860 in Oldesloe; † 1892 in Trittau), Gärtner ebd.

Das noch heute in Gebrauch stehende Wappen derer von Waldeyer-Hartz zeigt im Schild drei je auf einem runden Hügel stehende Tannen. Auf dem bekrönten Spangenhelm mit Decken findet sich das Torso eines aufgerichteten Hirsches als Helmzier.

## Hartz in Köln und Bayern

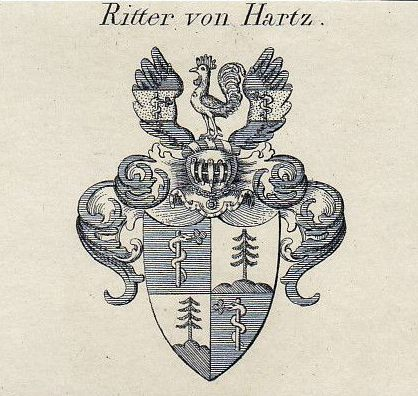
Ritter von Hartz 1825

Hier handelt es sich um eine aus Köln stammende, 1825 bayerisch nobilitierte Familie, aus der vor allem einige Mediziner und Militärs hervorgingen.
- (?) A. von Harz deutscher Mediziner um 1820, Mitglied der Leopoldina
- Bernhard Joseph von Hartz (1760–1829), königlich-bayrischer Geheimer Rat und Leibarzt des bayerischen Königs Max I. Joseph, 1825 als Bernhard Joseph Ritter von Hartz in den erblichen Ritterstand des bayerischen Königreiches  erhoben. 1816 Aufnahme in die Leopoldina[20]
  - Heinrich von Hartz
  - Bernhard Joseph von Hartz (ebenfalls Mediziner)
    - August Johann Ritter von Hartz (* 28. Juni 1848 † 23.10.1918), um 1870 Leutnant[21] im Regiment Prinz Carl von Bayern, ließ 1892 die Villa Hartz in Grafrath bei München erbauen[22]
    - (?) Julius Ritter von Hartz, königlich-bayerischer Oberleutnant um 1870
    - Maria Bernada von Hartz (* 1838 † 16.10.1913), 12 Jahre Oberin am Krankenhaus in Babenhausen[23]

  - Leonhard von Hartz, königlich-bayerischer Oberstleutnant, als Oberst Franz-Joseph-Orden 1906, zusammen mit Oberst Karl von Hartz
    - Bernhard von Hartz (1862–1944), bayerischer General der Infanterie.

(?) Matthias von Hartz (* 1970 in Augsburg), Regisseur
Das bei der Erhebung in den Ritterstand geführte Wappen von 1825 hat einen gevierten Schild und zeigt in Feld 1 und 4 eine silberne Schlange am Äskulapstab mit grünem Kleeblatt im Maul auf blauem Grund, in Feld 2 und 3 eine auf grünen Hügeln stehende grüne Tanne auf silbernem Grund; Auf dem bewulsteten Helm mit blau-silbernen Decken findet sich ein Hahn zwischen offenem blau-gold-blau dreigeteiltem Flug als Helmzier. Die mittleren goldenen Felder des Fluges sind mit je einer nach innen gewandten silbernen Schlange, wie im Schild, belegt.
Besitz und Lehen

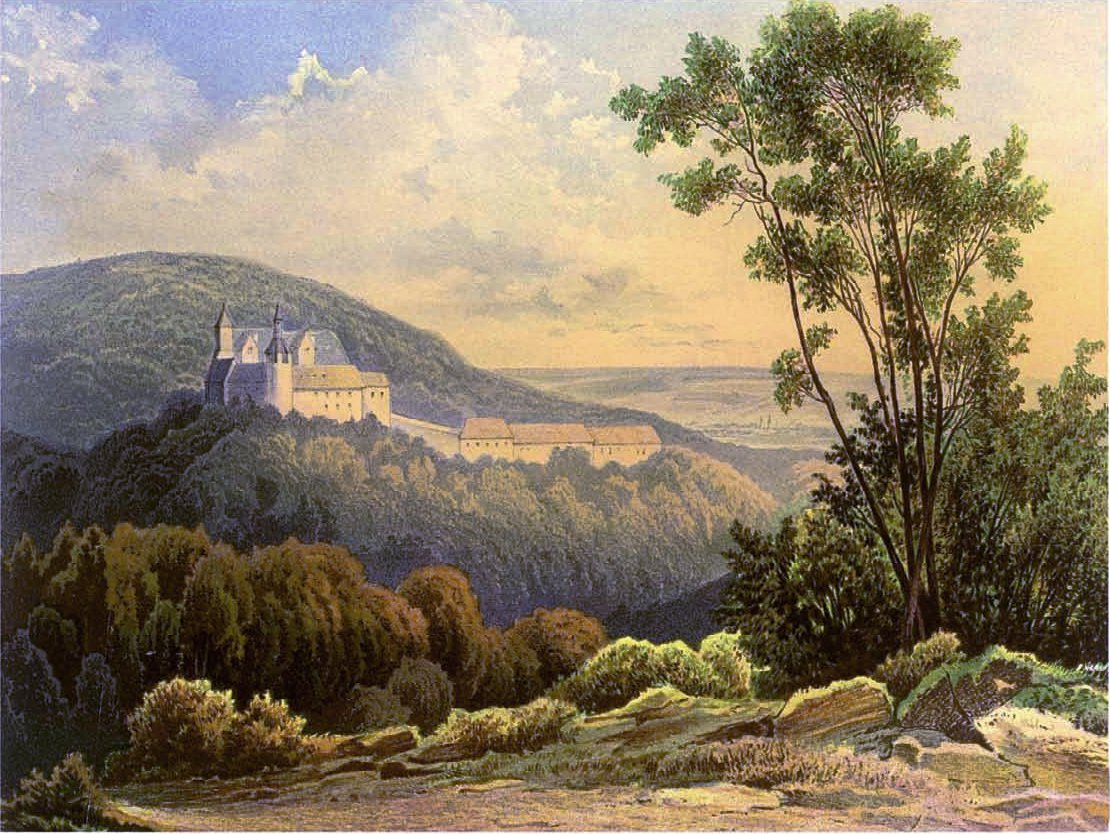
Schloss Rammelburg
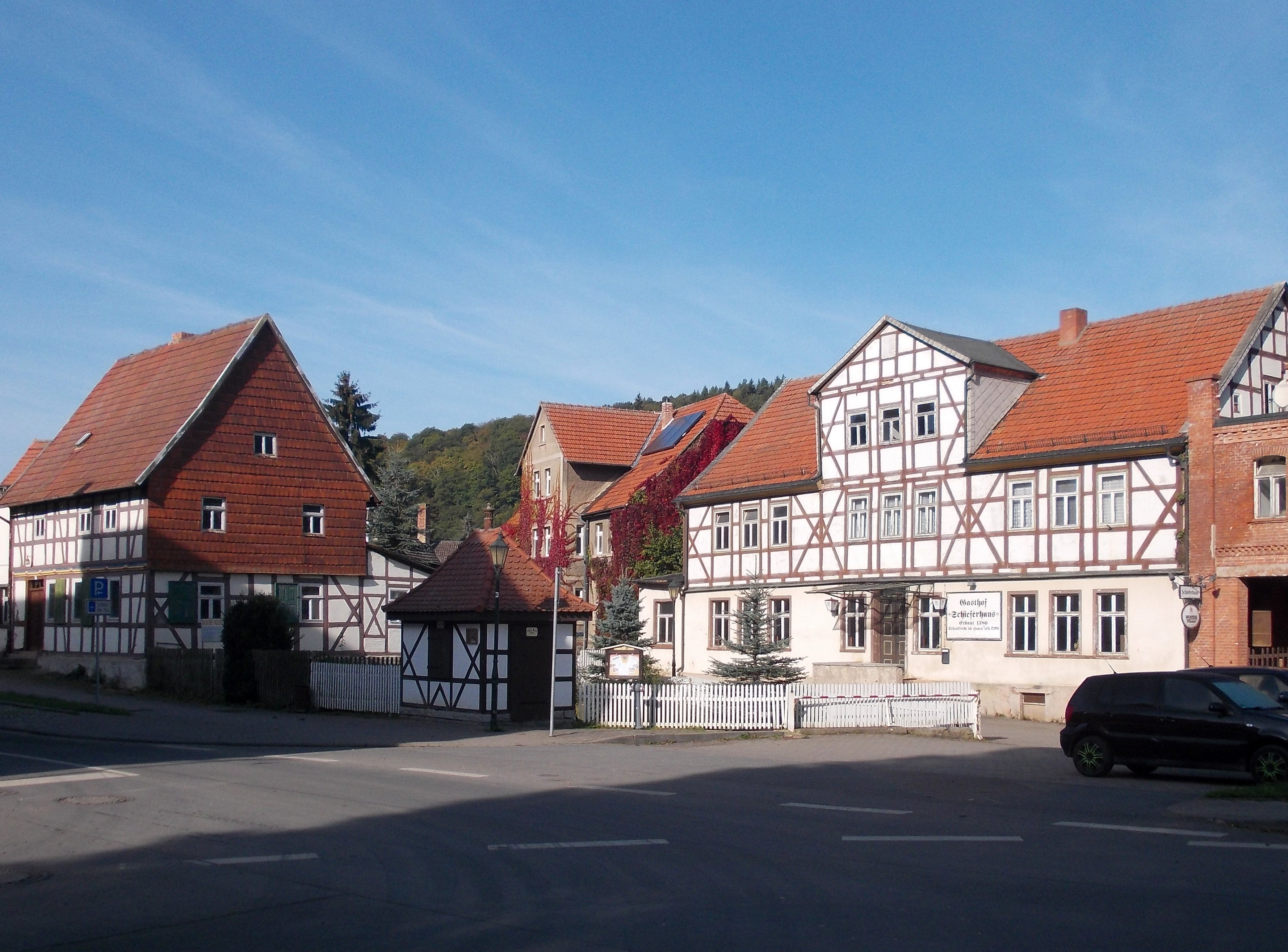
Das Schieferhaus in Wippra
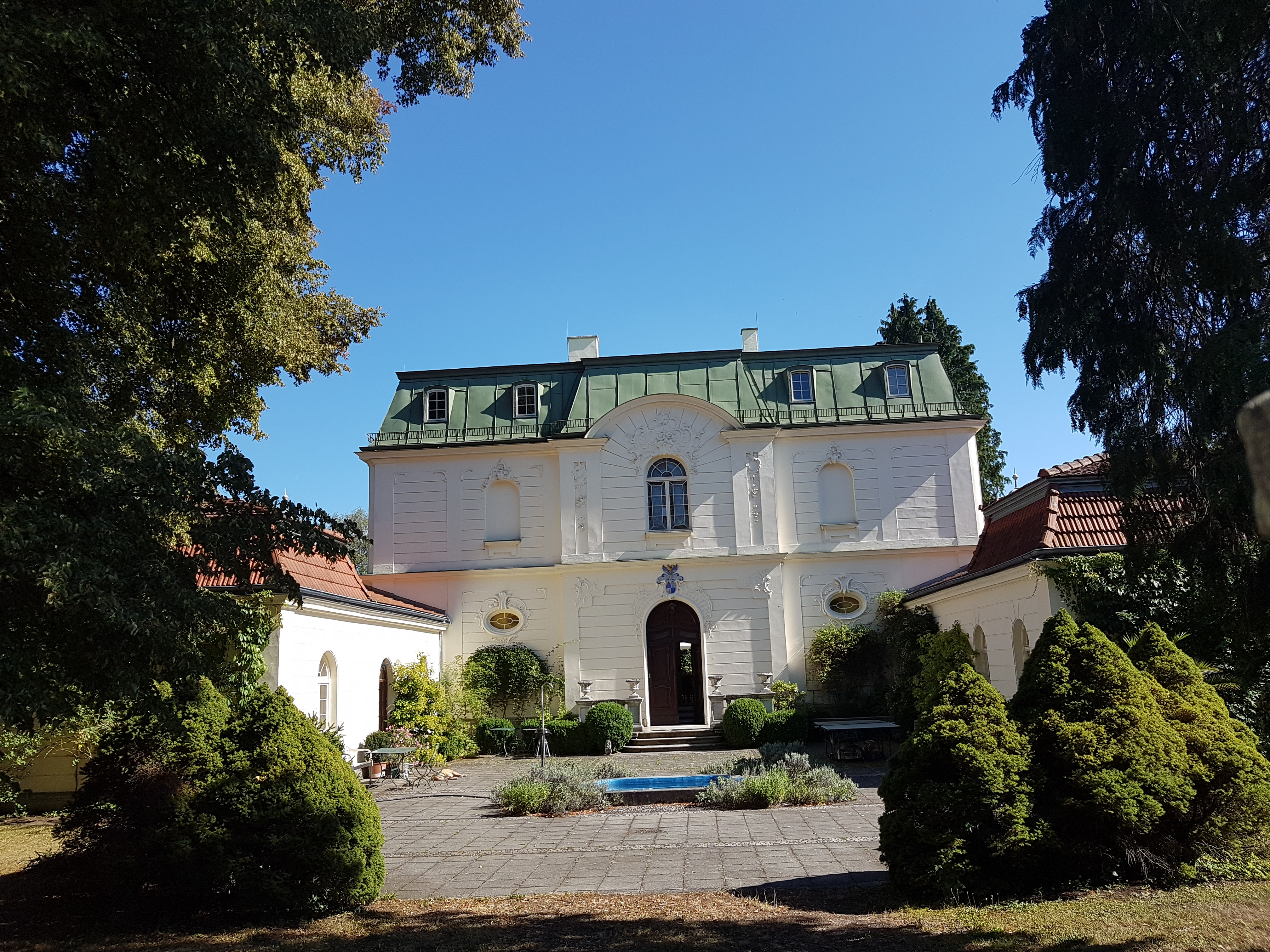
Villa von Hartz in Grafrath